# Homegrown Player Rule
Die Homegrown Player Rule (engl. etwa „Einheimischer-Spieler-Regelung“) ist eine Regel in der nordamerikanischen Fußball-Profiliga Major League Soccer. Sie vereinfacht dem von einem Franchise ausgebildeten einheimischen Spieler den Eintritt in die Profiliga, indem der Spieler die üblichen Auswahlverfahren („Drafts“ wie der MLS SuperDraft und der MLS Supplemental Draft) umgehen und direkt vom ausbildenden Verein mit einem Profivertrag verpflichtet werden kann. Die Regelung erzeugt durch die vereinfachte und direkte Verpflichtung und die fehlende Anrechnung auf den Gesamtetat des Franchise einen Anreiz zur gezielten Nachwuchsförderung junger Spieler als Alternative zur Verpflichtung von durch andere Vereine ausgebildeten Spielern.

## Bestimmungen der Regelung
Die Homegrown Player Rule erlaubt es den Franchises, in jeder Saison mit bis zu zwei neuen Nachwuchsspielern einen Profivertrag abzuschließen. Die Beschränkung bezieht sich dabei ausschließlich auf die Anzahl der neu abgeschlossenen Verträge pro Saison; es gibt ausdrücklich keine Beschränkung auf die Gesamtzahl der Spieler in einem Kader, die gleichzeitig über einen durch die Homegrown Player Rule ermöglichten Vertrag verfügen.
Des Weiteren regelt die Homegrown Player Rule, dass ein Homegrown Player zu den Off Budgets des Mannschaftskaders gerechnet wird. Dies bedeutet, dass das Jahresgehalt des Spielers nicht in den maximalen Gesamtjahresetat jedes MLS-Franchise hineingerechnet wird. Der maximale Gesamtetat betrug für die Saison 2014 3,1 Mio. US-Dollar (etwa 2,6 Mio. Euro). In diesem Punkt entspricht die Regelung also weitestgehend der Regelung namens Generation Adidas, die ebenfalls der Nachwuchsförderung dient: Auch Generation-Adidas-Spieler werden nicht bei der Berechnung des Jahresetats berücksichtigt.
Damit ein Spieler über die Homegrown Player Rule in den Profikader aufgenommen werden kann, muss er vom Franchise zuvor auf die jeweilige Homegrown Players List gesetzt werden. Damit dies möglich ist, muss der Spieler mindestens ein Jahr im Nachwuchsprogramm des Franchise trainiert haben sowie mindestens 80 Trainingstage im Nachwuchsprogramm während dieses Jahres nachweisen können. Zudem muss der Spieler auf die Homegrown Players List gesetzt werden, bevor er ein Studium aufnimmt und somit für den nordamerikanischen Collegesport spielberechtigt wird. Während des Studiums kann der Spieler auf der Homegrown Players List verbleiben. Nimmt ein Spieler ein Collegestudium auf, bevor er auf der Homegrown Players List eines Franchise steht, steht ihm der Weg in die MLS über den MLS Supplemental Draft oder bei herausragenden Leistungen über die Generation Adidas frei.

## Geschichte
Die Homegrown Player Rule wurde erstmals 2007 eingeführt und gewinnt angesichts der starken Leistungen der so geförderten Nachwuchsspieler an Bedeutung.
Der erste über die Homegrown Player Rule für ein MLS-Franchise verpflichtete Spieler, der im weiteren Verlauf seiner Karriere den Sprung in die A-Nationalmannschaft der USA geschafft hat, ist DeAndre Yedlin, der vom Seattle Sounders FC verpflichtet wurde.